# Evening Standard British Film Award
Der Evening Standard British Film Award ist ein britischer Filmpreis, der erstmals 1974 von der früheren Londoner Tageszeitung Evening News für herausragende Leistungen im britischen Film verliehen wurde. Seit 1980 wird die Auszeichnung von der Tageszeitung Evening Standard vergeben, die 1980 mit der Evening News fusionierte. Die jährliche Zeremonie findet in verschiedenen Lokalitäten wie dem Savoy Hotel oder dem Restaurant The Ivy in London statt.
Zusammen mit den British Academy Film Awards und den British Independent Film Awards gehört er zu den wichtigsten Filmpreisen in Großbritannien.
In den Jahren 2014 und 2015 wurde die Preisverleihung ausgesetzt. Von 2016 bis 2018 fanden die letzten Preisvergaben statt. 

## Vergabekriterien
Der Evening Standard British Film Award war früher als Evening News British Film Award bekannt. Er ist eine silberne Eros-Statuette. Die Preisträger werden von einer Jury aus fünf Filmkritikern aus einer Liste aller von Großbritannien produzierten Filme aus dem vorangegangenen Kalenderjahr ermittelt.

## Kategorien
| Kategorie                                    | Originalbezeichnung            | verliehen seit |
| -------------------------------------------- | ------------------------------ | -------------- |
| Bester Film                                  | Best Film                      | 1974           |
| Bester Darsteller                            | Best Actor                     | 1974           |
| Beste Darstellerin                           | Best Actress                   | 1974           |
| Vielversprechendste Nachwuchsleistung        | Most Promising Newcomer        | 1974           |
| Bestes Drehbuch                              | Best Screenplay                | 1982           |
| Peter-Sellers-Preis                          | Peter Sellers Award for Comedy | 1981           |
| Beste technische oder künstlerische Leistung | Technical/Artistic Achievement | 1983           |
| Spezialpreis                                 | Special Award                  | 1976           |

### Unregelmäßig vergebene Preise
- 2016: Amy als bester Dokumentarfilm
- 2012: Senna als bester Dokumentarfilm
- 2011: A Day in the Life: Four Portraits of Post-War Britain als bester Dokumentarfilm
- 2010: Anvil! Die Geschichte einer Freundschaft als bester Dokumentarfilm
- 2009: Stephen Daldry für die Regie zu Der Vorleser
- 2008: Jonny Greenwood für die Filmmusik zu There Will Be Blood
- 2001: Kindertransport – In eine fremde Welt als bester Dokumentarfilm

### Ehemals vergebene Preise
- 1974–1981: Beste Filmkomödie (Best Comedy)